# Mstislaw
Mstislaw (kyrillisch Мстисла́в) ist ein slawischer männlicher Vorname. Er bedeutet „ruhmreicher Rächer“.
Bekannte Namensträger:

## Herrscher
- Mistislaw (vor 968–nach 1018), Samtherrscher der Abodriten in Mecklenburg
- Mstislaw von Tschernigow (983–1036), Fürst von Tmutorokan und Tschernigow
- Mstislaw Isjaslawitsch (1054–1076), Fürst von Nowgorod
- Mstislaw I. (Russland) der Große (1076–1132), Großfürst von Kiew
- Mstislaw Jurjewitsch († 1162), Fürst von Nowgorod
- Mstislaw II. (Russland) († 1170), Großfürst von Kiew
- Mstislaw Rostislawitsch († 1180), Fürst von Nowgorod
- Mstislaw III. († 1223), Großfürst von Kiew
- Mstislaw Mstislawitsch (~1180–1228), Großfürst von Galizien
- Mstislaw Danylowitsch († nach 1300), Fürst von Luzk und Wolhynien

## Weitere Namensträger
- Mstislaw Walerianowitsch Dobuschinski (1875–1957), russischer Maler
- Mstislaw Wsewolodowitsch Keldysch (1911–1978), russischer Wissenschaftler
- Mstislaw Leopoldowitsch Rostropowitsch (1927–2007), russischer Cellist und Dirigent

- Mstyslaw (1898–1993), ukrainischer Kirchenführer